# Nastasivka, Tomakivka
Nastasivka (în ucraineană Настасівка) este un sat în comuna Vesela Fedorivka din raionul Tomakivka, regiunea Dnipropetrovsk, Ucraina.

## Demografie
Componența lingvistică a localității Nastasivka
     Ucraineană (89,41%)
     Rusă (8,05%)
     Alte limbi (0,85%)
Conform recensământului din 2001, majoritatea populației localității Nastasivka era vorbitoare de ucraineană (89,41%), existând în minoritate și vorbitori de rusă (8,05%).